# Colombiansk mus
Colombiansk mus (Chilomys instans) är ett däggdjur i familjen hamsterartade gnagare och den enda arten i sitt släkte.

## Beskrivning
Djuret liknar en vanlig husmus i utseende. Kroppslängden (huvud och bål) är 8,5 till 10 cm och svanslängden 10 till 13 cm. Den mjuka pälsen har huvudsakligen en grå färg. I ansiktet är den mer svartaktig och vid fötterna samt vid svansen är den mer brunaktig. Hos vissa individer förekommer en ljus eller en mörk strimma på kroppen. Gnagaren skiljer sig från sina nära släktingar i skallens och tändernas konstruktion.
Utbredningsområdet sträcker sig från nordvästra Venezuela över Colombia till Ecuador. Arten lever i molnskogar i bergstrakter mellan 1 100 och 3 400 meter över havet. Troligen vistas den främst på marken och den är möjligen allätare. Den antas vara aktiv på natten.
Colombiansk mus listas av IUCN som livskraftig (LC).